# Mārtiņš Grundmanis
Mārtiņš Grundmanis, (nacido el 18 de noviembre de 1913 y fallecido en el año 1945 en Riga) fue un jugador de baloncesto letón. Consiguió la medalla de oro con Letonia en el Eurobasket de Suiza 1935.